# توني ماكلوكين
توني ماكلوكين (بالإنجليزية: Tony McLoughlin)‏ (24 سبتمبر 1946 - 1 أغسطس 2012) هو لاعب كرة قدم بريطاني في مركز الهجوم. لعب مع نادي ريكسهام وويغان أتلتيك ونادي تشستر سيتي ودالاس تورنايدو.